# هیتک (دلگان)
هیتک روستایی در دهستان دلگان بخش مرکزی شهرستان دلگان استان سیستان و بلوچستان ایران است.

## جمعیت
بر پایه سرشماری عمومی نفوس و مسکن در سال ۱۴۰۰جمعیت این روستا ۵۰۹۸ نفر (۲۰۶ خانوار) بوده‌است.